# 리카르도 칼라피오리
리카르도 칼라피오리(이탈리아어: Riccardo Calafiori, 2002년 5월 19일 ~ )는 이탈리아의 축구 선수이다. 그의 포지션은 왼쪽 풀백 또는 중앙 수비수로, 현재 프리미어리그의 아스널에서 활약하고 있다.

## 클럽 경력
2018년 6월 16일, 로마 유소년 팀 출신인 칼라피오리는 구단과 첫 프로 계약을 맺었다. 2018년 10월 2일, 칼라피오리는 선수 경력을 마감할 뻔한 큰 무릎 부상을 당했다. 2020년 8월 1일, 칼라피오리는 3-1로 이긴 유벤투스와의 원정 경기에서 로마 소속으로 프로 데뷔전을 치렀고, 이 경기에서 팀 동료 디에고 페로티가 성공 시킨 페널티킥을 얻어냈으며, 코너킥 후 원거리 슈팅으로 골을 넣었지만 이전 플레이에서 공이 경기장을 벗어났다는 이유로 득점으로 인정되지 않았다.
그 다음 시즌인 2020년 12월 3일, 로마 감독 파울로 폰세카는 레오나르도 스피나촐라의 백업 선수로 칼라피오리를 발탁했고, 그는 영 보이스와의 UEFA 유로파리그 홈경기에서 프로 첫 골을 기록했다.
2022년 1월 14일, 그는 제노아로 임대 이적했다.
2022년 8월 30일, 로마는 칼라피오리가 바젤과 계약을 맺고 영구 이적했다고 발표했다. 칼라피오리는 바젤과 3년 계약을 맺었다. 그는 알렉산더 프라이 감독의 지휘 하에 2022-23 시즌 바젤 1군 선수단에 합류했다. 2022년 10월 9일, 칼라피오리는 1-0으로 패한 루가노와의 코르나레도에서 열린 원정 경기에서 바젤 소속으로 리그 데뷔전을 치렀다.
2023년 8월 31일, 칼라피오리는 볼로냐와 계약을 맺고 이적하며 세리에 A로 복귀했다. 티아고 모타 감독의 지휘 하에 중앙 수비수로 포지션을 변경한, 그는 리그 최고의 선수 중 한 명으로 발돋움했다.

## 국가대표팀 경력
2021년 9월 3일, 그는 3-0으로 이긴 룩셈부르크와의 2023년 UEFA U-21 축구 선수권 대회 예선전에서 교체 투입되어 이탈리아 U-21 대표팀 데뷔전을 치렀다.